# Unulf
Unulf lub Unnolf był prawdopodobnie księciem Spoleto krótko w 752. Zostało odnotowane, że władał przez kilka lat, lecz nie jest to pewne. Król Aistulf przejął księstwo w swoje ręce jakiś czas (albo bezpośrednio, albo po krótkim czasie odpowiadającym rządom Unulfa) po śmierci Lupusa.